# Samsung Galaxy A7
Das Samsung Galaxy A7 ist eine Smartphone-Reihe des Herstellers Samsung im mittleren Preissegment.
Mit der Werbekampagne unter dem Motto „A ist das neue mini“ bestätigte Samsung, dass die Galaxy-A-Serie der Nachfolger der Galaxy-S-mini-Serie ist.

## Galaxy A7 (2015)

### Design
Das Gehäuse des Galaxy A7 (2015) besteht aus leichtem Echtmetall.

### Software
Das Betriebssystem des Galaxy A7 (2015) ist Android 6.0.1.

## Galaxy A7 (2016)

### Software
Das Betriebssystem des Galaxy A7 (2016) ist Android 7.0.

## Galaxy A7 (2017)

### Software
Das Betriebssystem des Galaxy A7 (2017) ist Android 8.0.

## Galaxy A7 (2018)

### Design
Das Gehäuse des Galaxy A7 (2018) besteht aus Glas und Kunststoff, der Rahmen besteht ebenfalls aus Kunststoff.

### Software
Das Betriebssystem des Galaxy A7 (2018) ist Android 10.0
Das Galaxy A7 (2018) besitzt die One-UI-Version 2.0.

## Versionen
|                   | Galaxy A7 (2015)        | Galaxy A7 (2016)                             | Galaxy A7 (2017)         | Galaxy A7 (2018)         | Galaxy A70 (2019)         |
| ----------------- | ----------------------- | -------------------------------------------- | ------------------------ | ------------------------ | ------------------------- |
| Anzeige           | 5,5 Zoll, 1920x1080px   | 5,7 Zoll, 1920x1080px                        | 5,7 Zoll, 1920x1080px    | 6 Zoll                   | 6,7 Zoll                  |
| Digitalkamera     | 13 MP                   | 13 MP                                        | 16 MP                    | 24 MP                    | 32 MP                     |
| Frontkamera       | 5 MP                    | 5 MP                                         | 16 MP                    | 24 MP                    | 32 MP                     |
| Prozessor         | 8 × 1,3 GHz/1,9 GHz     | 8 × 1,6 GHz oder 4 × 1,2 GHz und 4 × 1,5 GHz | 8 × 1,9 GHz              | Samsung Exynos Series    | Samsung Exynos Series     |
| Arbeitsspeicher   | 2 GB                    | 3 GB                                         | 3 GB                     | 4 GB                     | 6 GB                      |
| Interner Speicher | 16 GB                   | 32 GB                                        | 32 GB                    | 64 GB                    | 128 GB                    |
| Speicherkarte     | MicroSD (max. 64 GByte) | MicroSD (max. 256 GByte)                     | MicroSD (max. 256 GByte) | MicroSD (max. 512 GByte) | MicroSD (max. 512 GByte)  |
| WLAN              | IEEE 802.11 a/b/g/n     | IEEE 802.11 a/b/g/n                          | 802.11 a/b/g/n/ac        | 802.11 a/b/g/n/ac        | Alle vorigen, inkl. 5 GHz |
| Akkumulator       | 2600 mAh; Lithium-Ionen | 3300 mAh; Lithium-Ionen                      | 3600 mAh, Lithium-Ionen  | 3300 mAh Li Ion          | 4500 mAh Li Ion           |
| Gewicht           | 141 g                   | 172 g                                        | 186 g                    | 168 g                    | 183 g                     |